# Скворечное
Скворечное — село Каменского района Пензенской области России, входит в состав Головинщинского сельсовета.

## География
Село расположено на берегу реки Атмис в 5 км на северо-запад от административного центра сельсовета села Головинщино и в 22 км на север от райцентра города Каменки.

## История
Основано нижнеломовскими солдатами на реке Атмис около 1700 г. В 1785 г. показан помещик, по-видимому, из однодворцев, Александр Степанович Тархов, у которого 1 ревизская душа крепостных крестьян. В 1877 г. – в Лещиновской волости Нижнеломовского уезда Пензенской губернии, 301 двор, каменная церковь во имя Иконы Казанской Богородицы (построена в 1828 г.), земская школа, синильня. В 1911 г. – село Лещиновской волости, одна крестьянская община, 474 двора, церковь, земская школа, шерсточесалка, 3 кузницы, 2 кирпичных сарая, 7 лавок, в 1 версте – имение Афросимова. 
С 1928 года село являлось центром сельсовета Каменского района Пензенского округа Средне-Волжской области. С 1935 года село в составе Головинщинского района Куйбышевского края (с 1939 года — в составе Пензенской области). В 1955 г. – в составе Лещиновского сельсовета Головинщинского района, центральная усадьба колхоза имени Молотова. С 1956 года – в составе Головинщинского сельсовета Каменского района.

## Население
| 1864  | 1877  | 1897  | 1911  | 1926  | 1930  | 1939  |
| ----- | ----- | ----- | ----- | ----- | ----- | ----- |
| 1727  | ↗2253 | ↗2548 | ↗3054 | ↘2881 | ↘2747 | ↘1792 |
| 1959  | 1979  | 1989  | 1996  | 2002  | 2010  |       |
| ↘1215 | ↘696  | ↘505  | ↘479  | ↘402  | ↘341  |       |

## Достопримечательности
В селе расположена недействующая Церковь Казанской иконы Божией Матери (1828).

## Известные люди
Скворечное — родина Героев Советского Союза, гвардии майора, командира истребительного авиаполка Ивана Павловича Неуструева (1915–1965) и гвардии старшины, механика-водителя танка Николая Ильича Нуждова (1923-1996), отличившегося в боях за освобождение Польши, после войны избиравшегося депутатом Верховного Совета РФСФР. (Нуждов награжден также орденами Красного Знамени, Отечественной войны 1 и 2 степени, Красной Звезды, Славы 2 и 3 степени).